# Acianthera appendiculata
Acianthera appendiculata é uma espécie de orquídea nativa da República Dominicana.